# قطعنامه ۵۱ شورای امنیت
قطعنامه ۵۱ شورای امنیت سازمان ملل متحد که در تاریخ ۰۳ ژوئن ۱۹۴۸ تصویب شد، سندی بین‌المللی دربارهٔ مسئلهٔ هند-پاکستان است. این قطعنامه طی نشست ۳۱۲ام با ۸ موافق، ۰ مخالف و ۳ ممتنع تصویب شد.